# Трембецкий, Станислав
Станислав Трембецкий (8 мая 1739, Ястшембе-Здруй, Речь Посполитая — 12 декабря 1812, Тульчин, Российская империя) — польский поэт эпохи Просвещения и переводчик, хорошо известен своими стихотворениями «Na dzień siódmy września» и «Nadgrobek hajduka», которые, как говорят, положили начало новому направлению в польской политической лирике. Секретарь короля Станислава Августа. Затем жил у Станислава-Феликса Потоцкого в Тульчине. Он также был поэтом-лауреатом при дворе Тульчина, ныне на Украине.

## Биография

### Детство и юношество
Станислав Трембецкий родился 8 мая 1739 года, в городе Ястшембе-Здруй, Речь Посполитая (ныне Польша). О детстве нет информации. Лишь известно, что учился в старшей школе имени Бартоломея Новодворского.

### Карьера
Трембецкий писал оды, басни и либертенные поэмы в дополнение к своей классической поэзии, восхваляющей королей и другую знать. Он также переводил Горация и Тацита. Трембецкий был известен как пьяница и Дон Жуан, дрался на дуэлях по всей Европе.
В своих произведениях польский поэт Аполлон Коженёвский вспоминает эпизод, когда малоизвестный поэт рококо Войцех (Адальберт) Мир выиграл в карты перевод Трембецкого четвертой песни «Освобожденного Иерусалима» Торквато Тассо, который Мир затем опубликовал под своим именем.

### Смерть
Станислав Трембецкий умер в 1812 году в городе Тульчин, который тогда находился в составе Российской империи (ныне территория Украины). В последние годы жизни он находился под покровительством польского магната Станислава Щенсного Потоцкого и проживал в его имении. Трембецкий жил достаточно уединённо и, по некоторым свидетельствам, страдал от болезни, но точная причина его смерти неизвестна.
Известно, что к концу жизни поэт оказался в забвении, и его здоровье значительно ухудшилось, вероятно, вследствие тяжелой болезни или старости.